# Svatava (řeka)
Svatava (německy Zwodau nebo také Zwotau) je řeka, z části na česko-německém pomezí. Její délka je 41 km, z toho na území Čech zhruba 30,3 km. Plocha povodí měří 291,3 km², v jiném zdroji se uvádí plocha povodí 295 km². Plocha povodí na území Česka činí 239,8 km².

## Průběh toku
Pramení asi 3 km jižně od saského městečka Schöneck v nadmořské výšce 715 m. Za pramen řeky je v Německu považován potok Zwotawasser, místními obyvateli zvaný Kleine Zwota (Malá Svatava). Protéká lesem zhruba na jih a před vesnicí Oberzwota se stáčí východním směrem. Protéká postupně podél místních částí města Klingenthal Zechenbach a Zwota až do Klingenthalu. Ve městě přijímá z levé strany přítok Brunndöbra. Dále pak směřuje na jihovýchod k zaniklé obci Hraničná a v délce 1,5 km mezi hraničními znaky 13-13/15 tvoří hranici mezi Českem a Německem. V úseku státní hranice přibírá zprava Hraniční potok, pramenící na české straně Krušných hor, poté zleva potok Hraničná (Quittenbach), pramenící na německém území. Zde již mění své jméno na Svatavu. Protéká městem Kraslice, kde zleva přijímá Bublavský potok a Stříbrný a zprava Kamenný potok. Zhruba 1 km pod nádražím Rotava v tzv. Anenském údolí se zleva připojuje největší přítok - říčka Rotava. Řeka dále protéká údolím pod vesnicí Studenec do Oloví, kde zleva přibírá Novohorský potok. Pokračuje k vesnici Hřebeny a v údolí hluboko pod hradem Hartenberk přibírá zleva Hluboký potok, zprava Dolinský potok. Přes Luh nad Svatavou pokračuje do Svatavy, kde se do řeky zleva vlévá Lomnický potok. V Sokolově, blízko nádraží, se vlévá zleva do Ohře na říčním kilometru 197,0 v nadmořské výšce 388,15 m.

### Větší přítoky
- levé – Brunndöbra, Hraničná (Quittenbach), Bublavský potok, Stříbrný potok, Rotava, Novohorský potok, Hluboký potok, Lomnický potok
- pravé – Hraniční potok, Kamenný potok, Sněženský potok, Mezní potok, Dolinský potok, Radvanovský potok

## Vodní režim

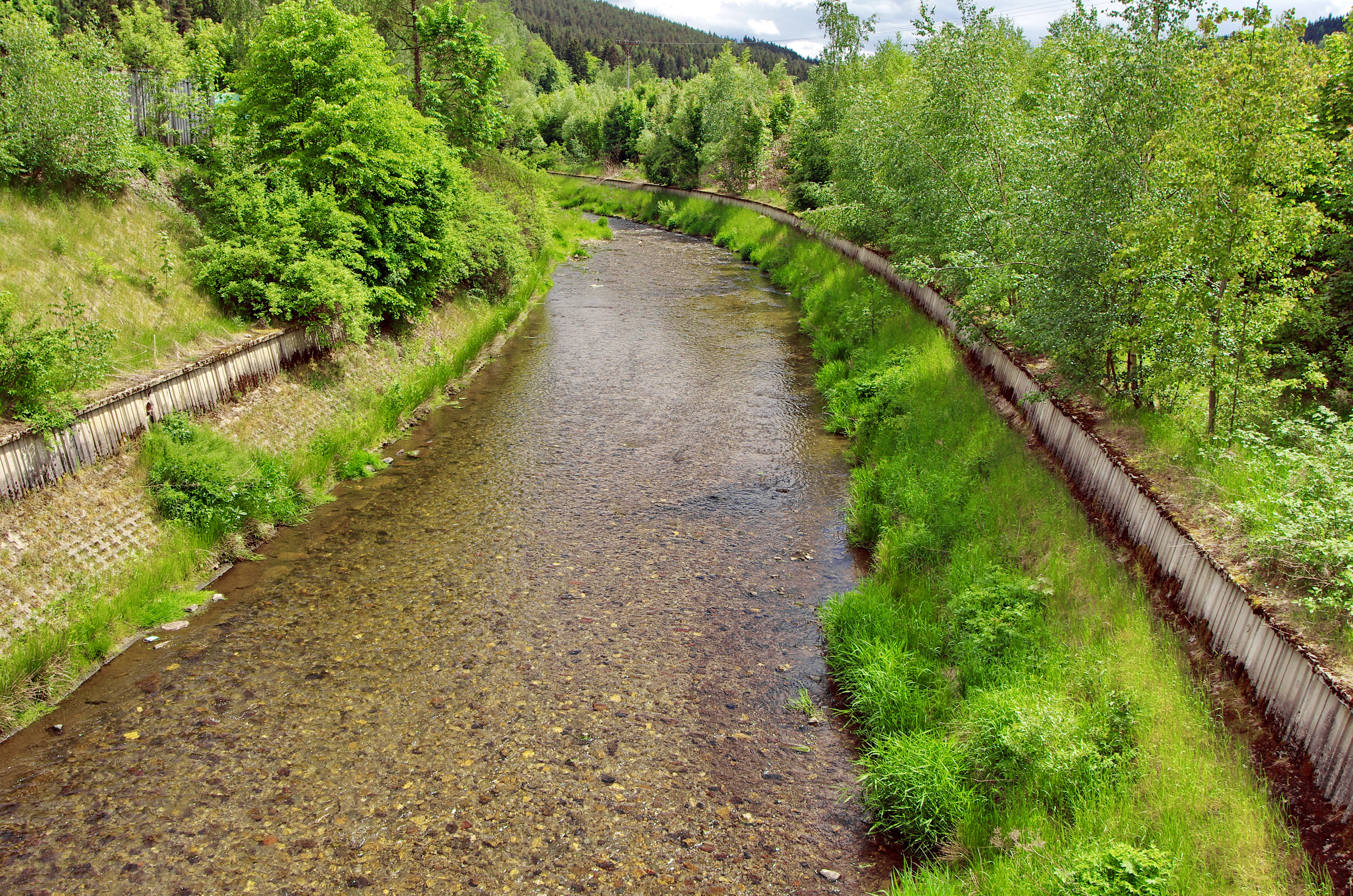
Svatava v Kraslicích

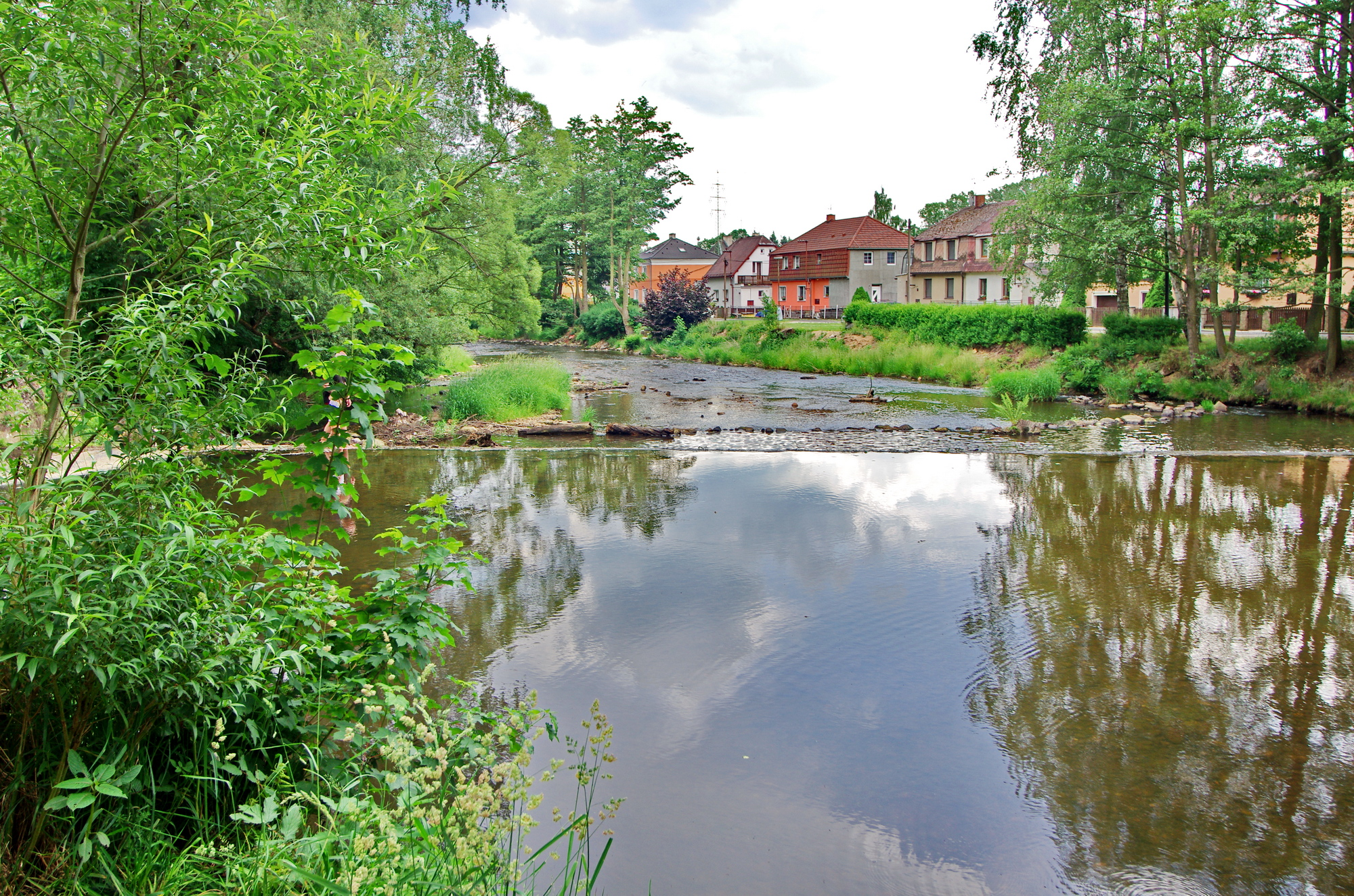
Řeka ve Svatavě

Průměrné měsíční průtoky Svatavy (m³/s) ve stanici Svatava v roce 2016:
Hlásné profily:
| místo    | říční km | plocha povodí | průměrný průtok (Qa) | stoletá voda (Q100) |
| -------- | -------- | ------------- | -------------------- | ------------------- |
| Kraslice | 24,00    | 115,12 km²    | 2,15 m³/s            | 95,2 m³/s           |
| Svatava  | 1,10     | 290,46 km²    | 4,51 m³/s            | 157,0 m³/s          |

## Název
Jazykovědci se domnívají, že název jí dali Slované, kteří osídlili tuto oblast v 7. až 8. století. Naši předkové ji nazývali Sveta – Svatá. Ve 12. a 13. století si němečtí kolonisté přizpůsobili název svému jazyku a nazvali ji Zwodau. Zajímavostí je, že podle Svatavy byl pojmenovaný jeden pár rychlíků jezdící mezi Prahou a Chebem.

## Povodí
Sbírá vodu z okolí Kraslic, Krušných hor, přírodního parku Přebuz a z přírodního parku Leopoldovy Hamry. Jedinými většími městy jsou Klingenthal a Kraslice. Tok kopíruje železniční trať a silnice, kolem dokola jsou lesy.
Dno řeky je převážně kamenité, k nám přináší řeka písek. Břehy jsou porostlé olšemi, vrbami, kapradinami. Při tání sněhu se hladina vysoko zvedá, řeka se rozlévá. V Kraslicích mají vysoké nábřeží.
Pobřežní niva je rozmanitá, problémem je však invazní křídlatka hrotolistá a netýkavka Royleova. Řeka slouží zvířatům jako napajedlo, žijí zde srnci, divoká prasata, jeleni, kuny, zajíci, lišky, veverky. Řeka je domovem řadě ptáků: kachna divoká, skorec vodní, ledňáček říční, volavka popelavá, brhlík lesní.

## Dějiny využití řeky a životní prostředí
Řeka je rybářský sportovní revír, proto jsou zde ryby pravidelně vysazovány, loví se po celém toku. Klingenthal a Kraslice jsou města s tradicí výroby hudebních nástrojů, v Oloví je sklárna, jinak jsou zde jen malá, spíše rekreační sídla. Města mají čističky odpadních vod, avšak v blízkosti Kraslic je skládka komunálního odpadu. Do Svatavy přitéká také voda z výsypek sokolovských povrchových dolů.
Následky starých hutních aktivit jsou silná znečištění řek olovem a arzénem. Úsek Ohře mezi soutokem se Svatavou a Nechranickou přehradou je takto silně znečišťován nejen olovem a arzenem, ale i řadou dalších prvků, např. mědí, zinkem, beryliem, uranem, cínem, kobaltem, selenem, antimonem a wolframem. Koncentrace většiny z nich byly v Ohři, Svatavě nebo v ostrovské Bystřici rekordní.

## Mlýny
- Vítův mlýn – Čistá u Svatavy, okres Sokolov, kulturní památka (zanikl)

## Fotogalerie

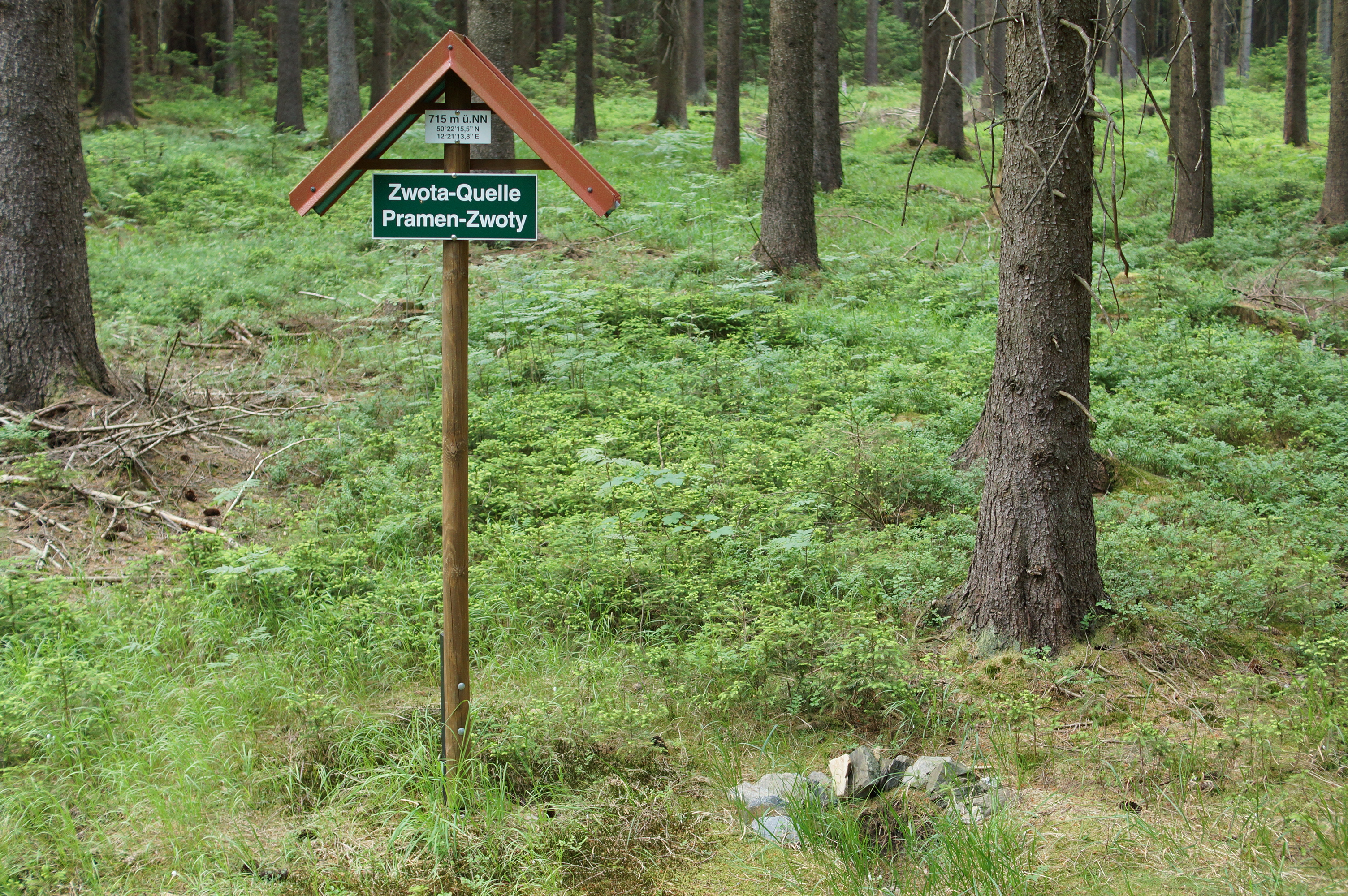
Pramen Svatavy
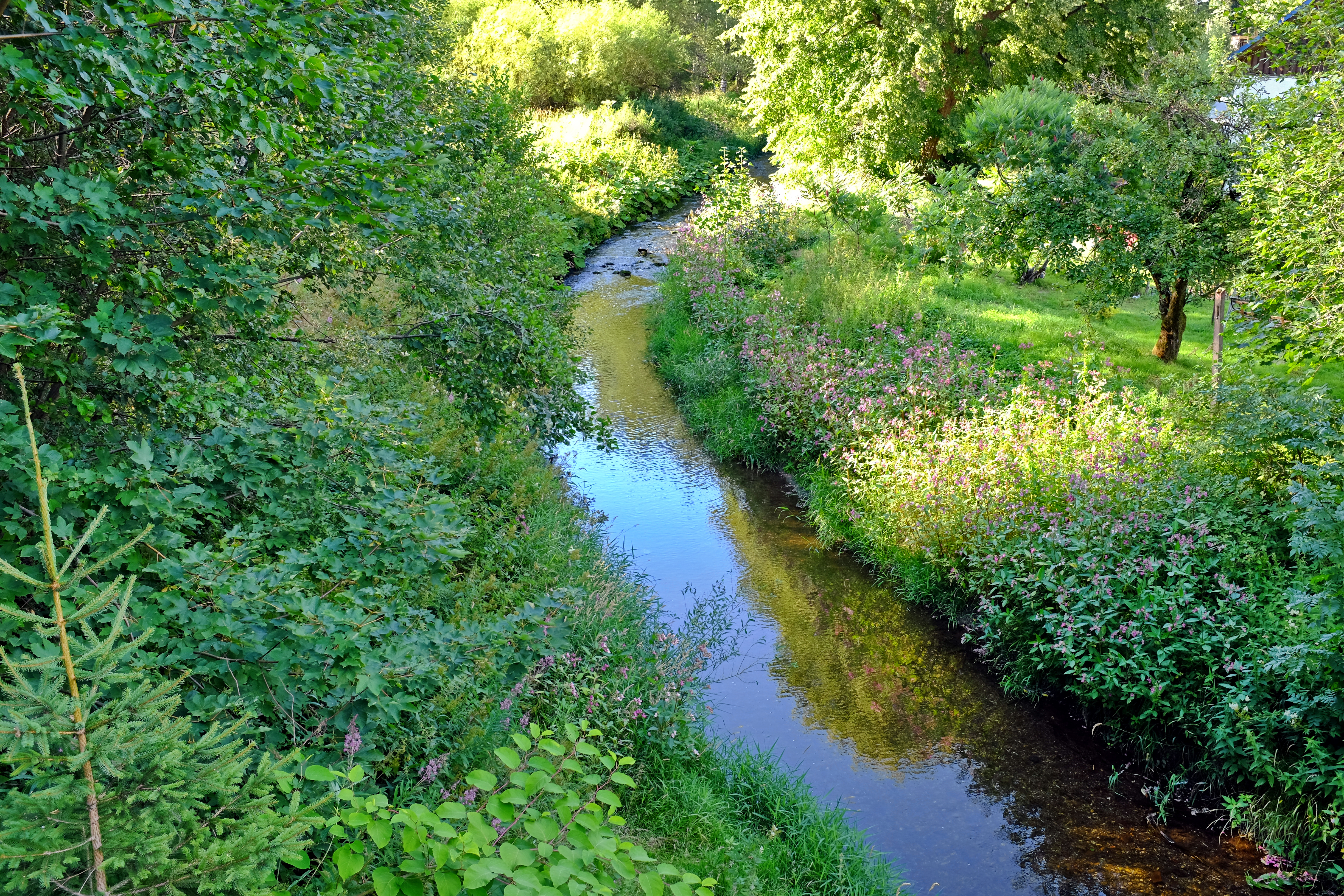
V Hraničné
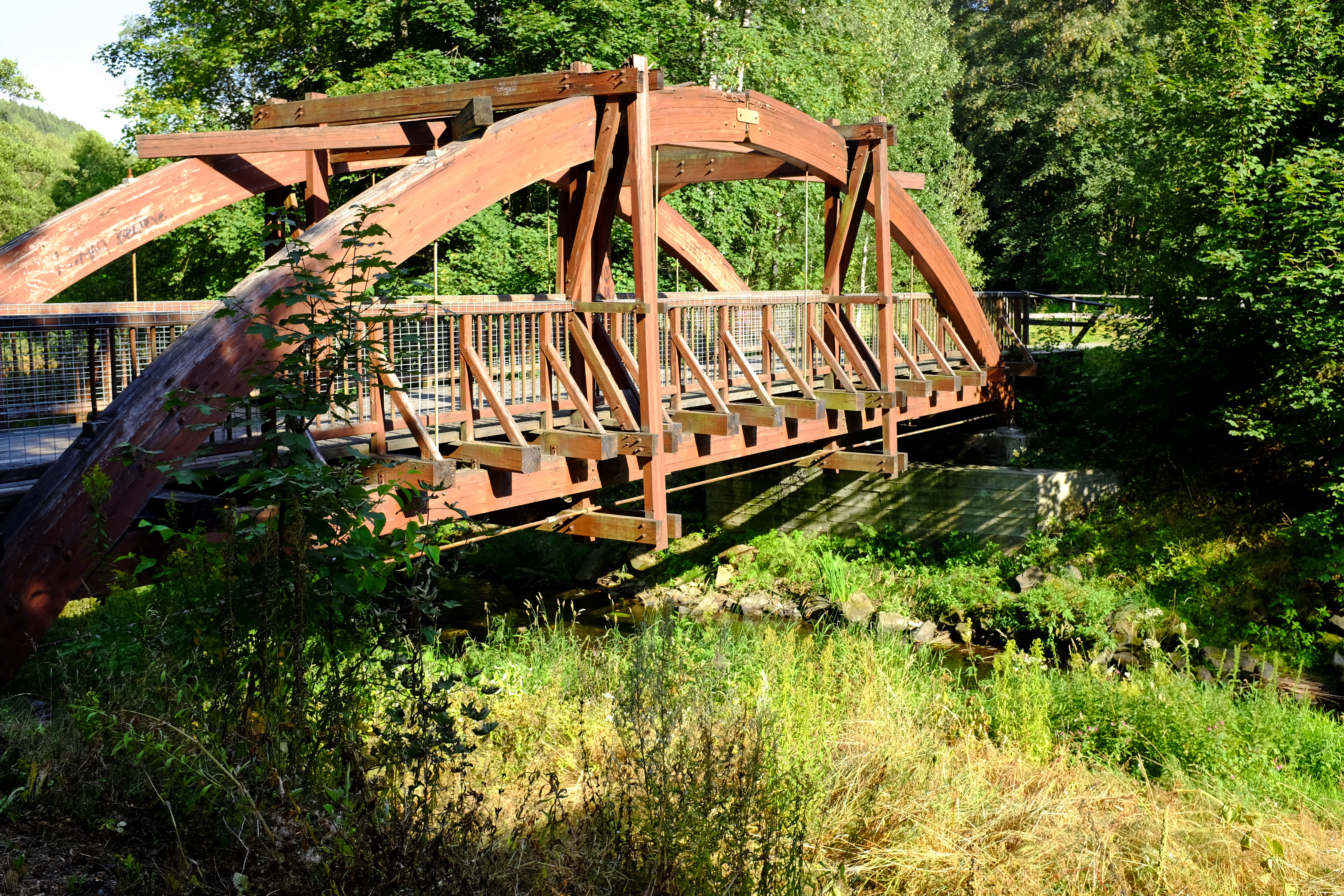
Dřevěný most u Hraničné
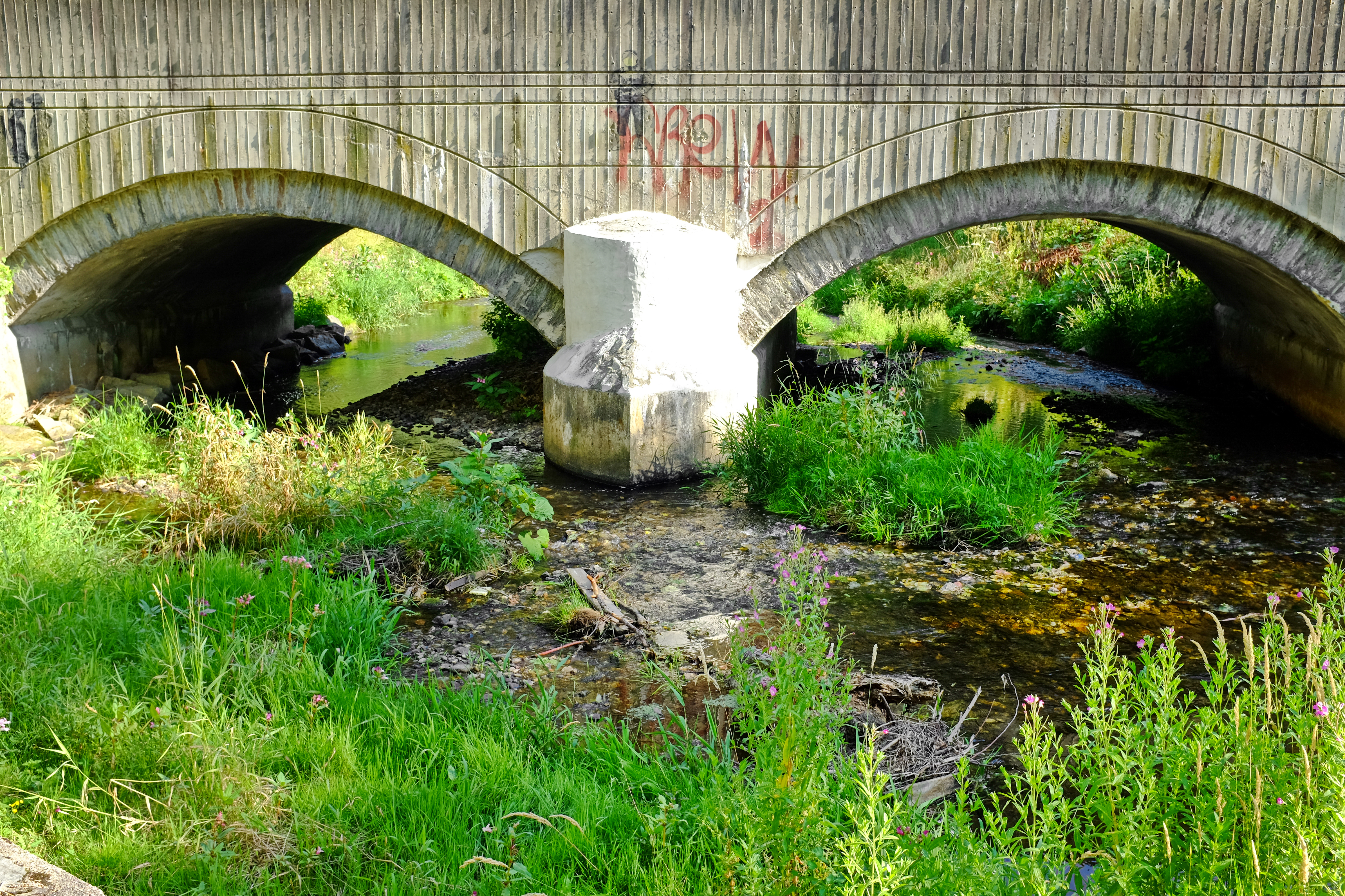
Most pod Hraničnou
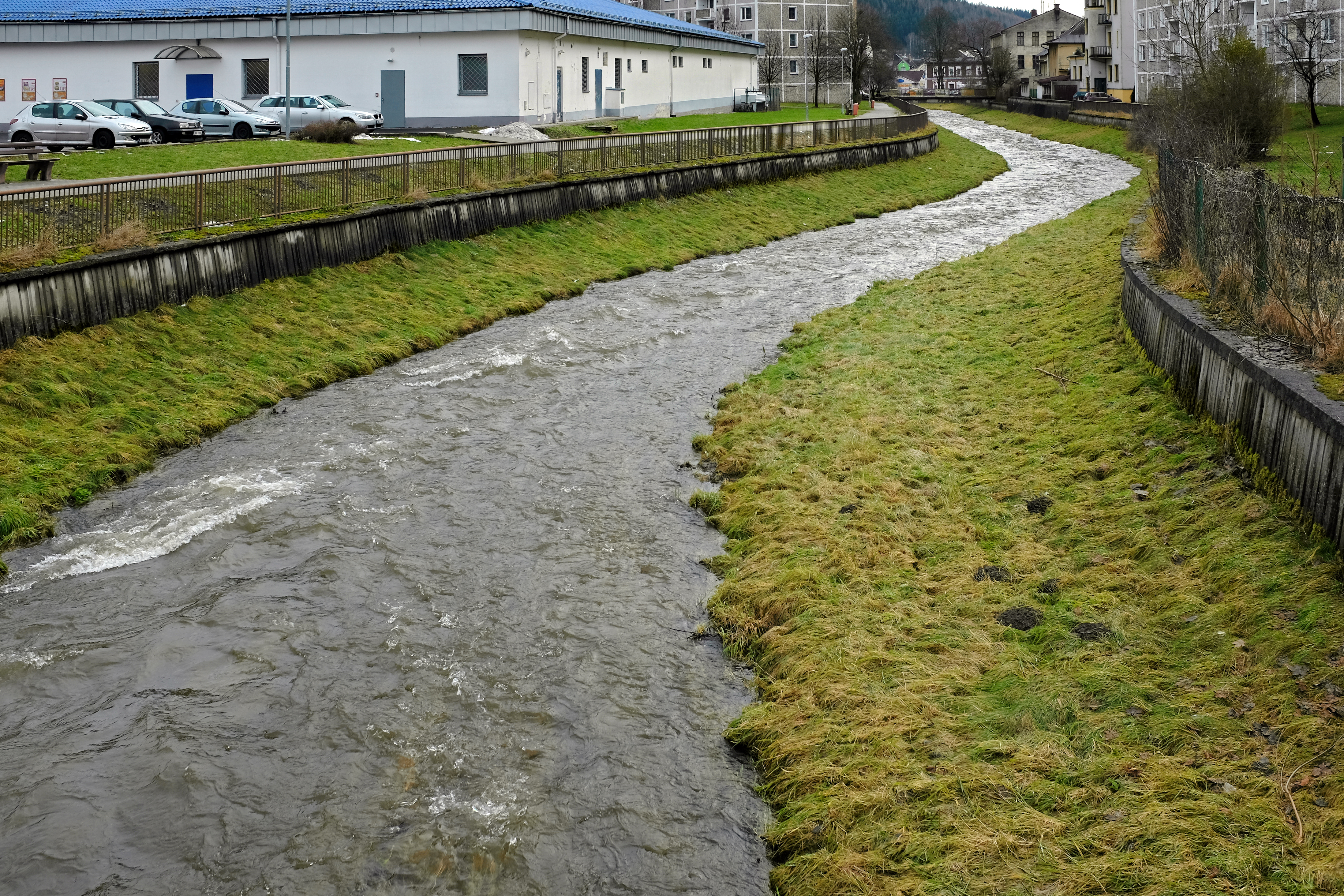
V Kraslicích
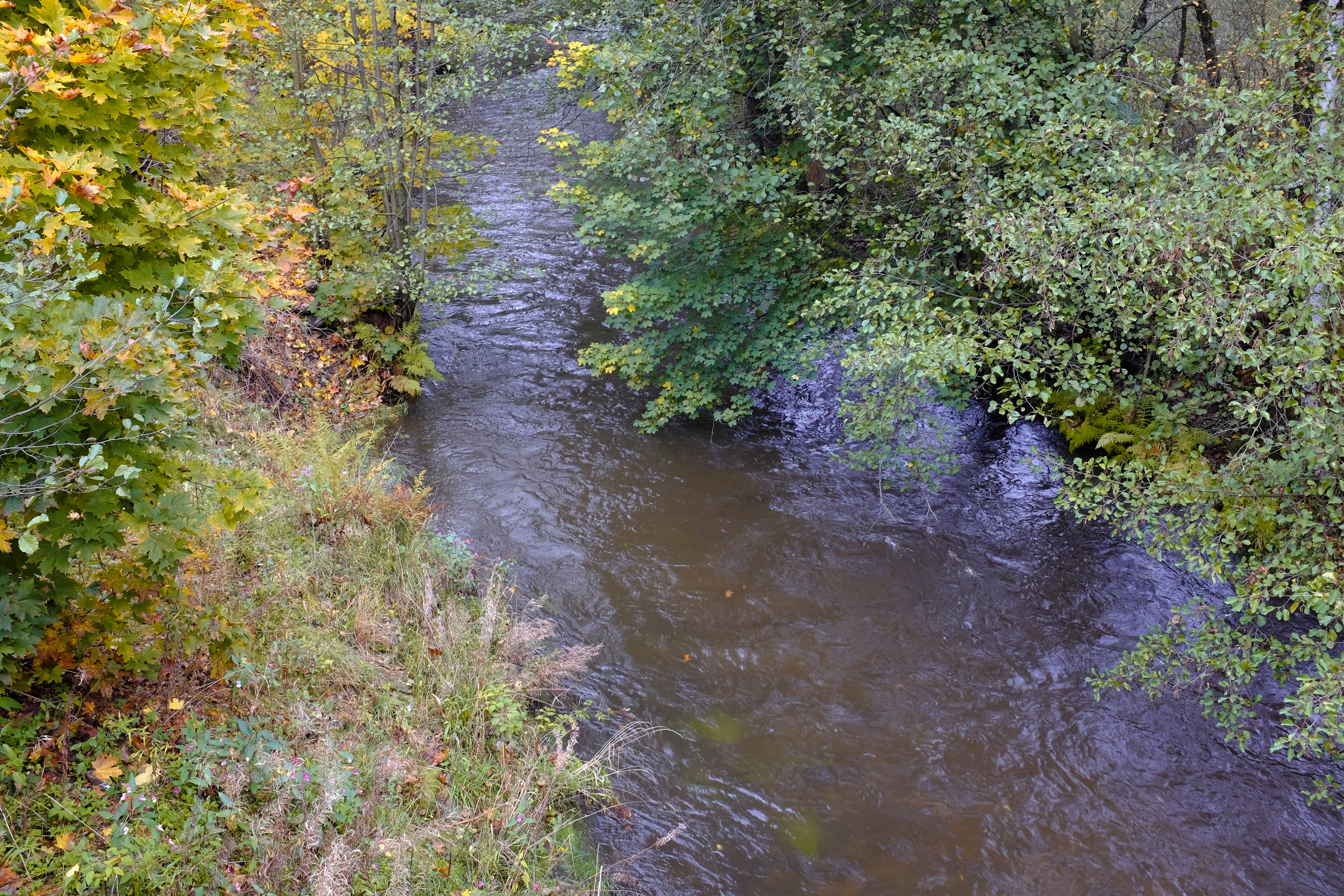
V Anenském údolí
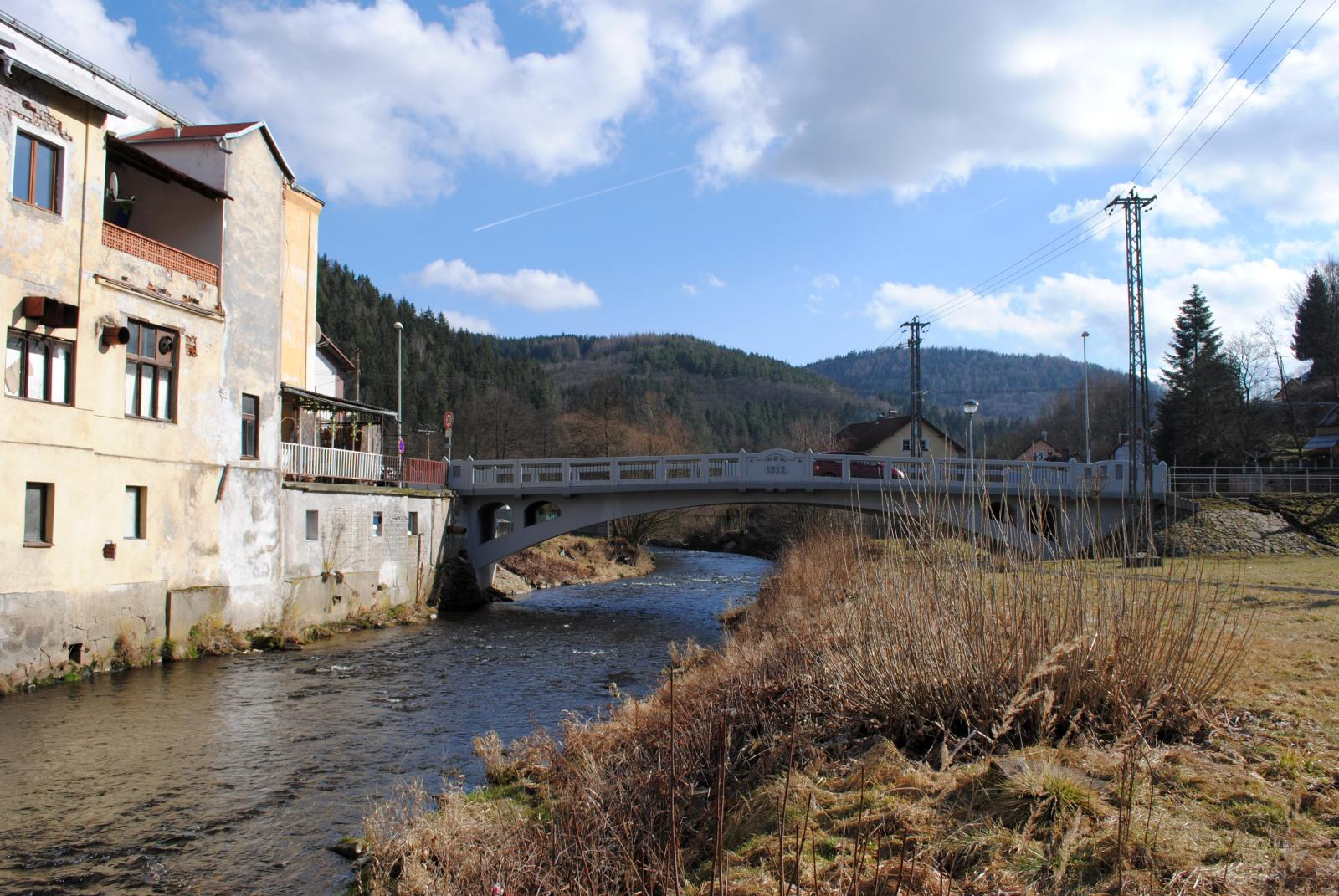
V Oloví
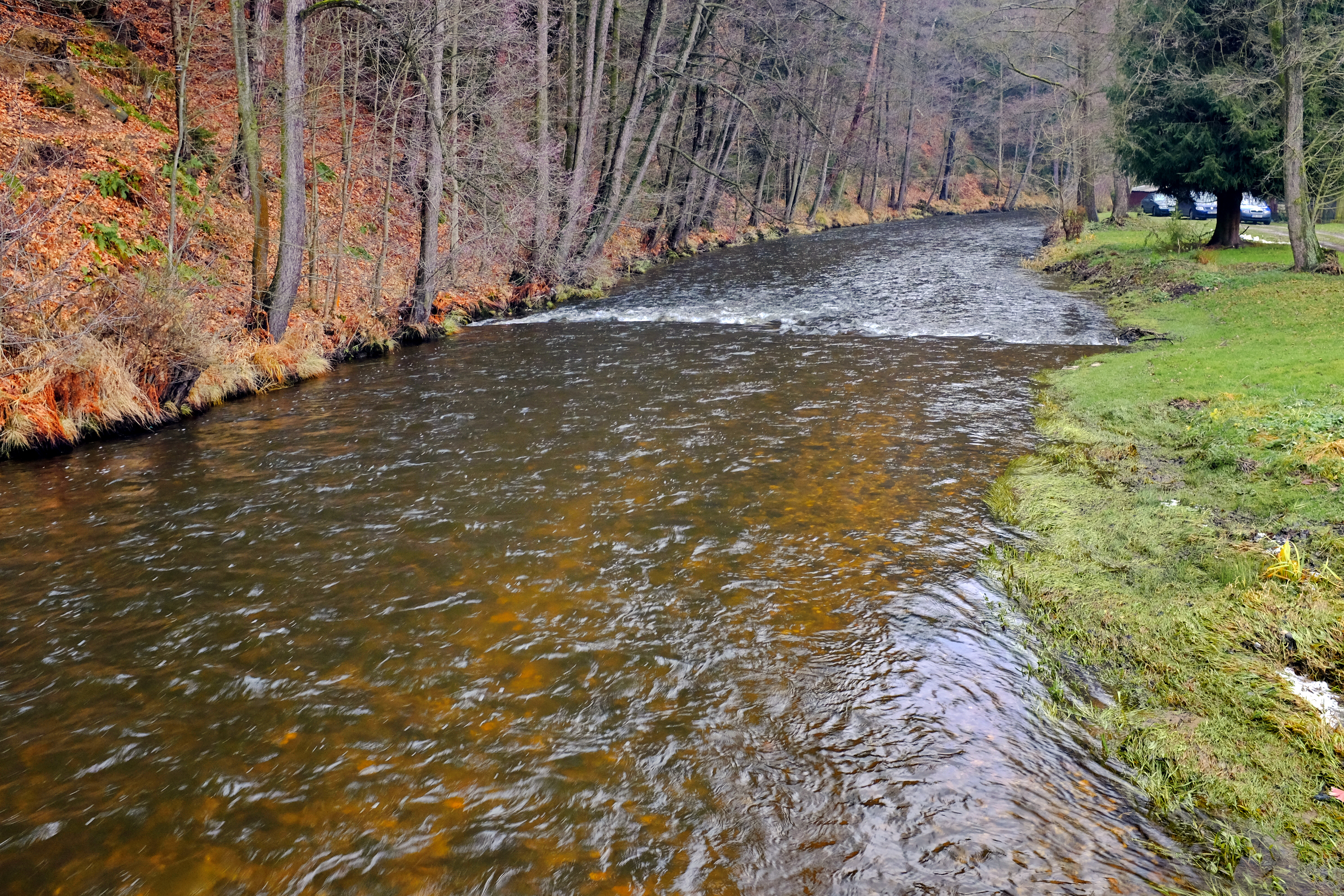
V Luhu nad Svatavou
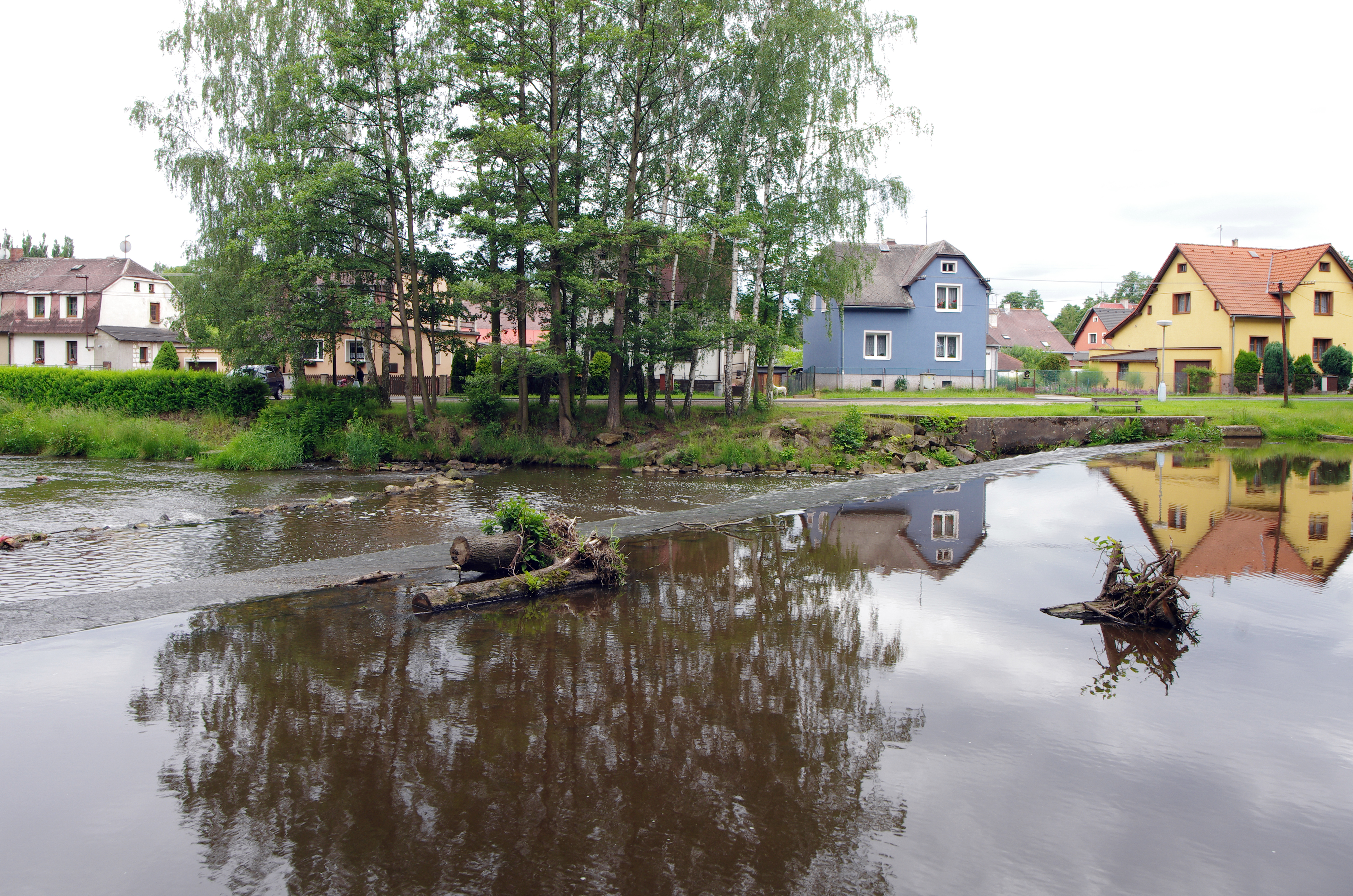
Ve Svatavě
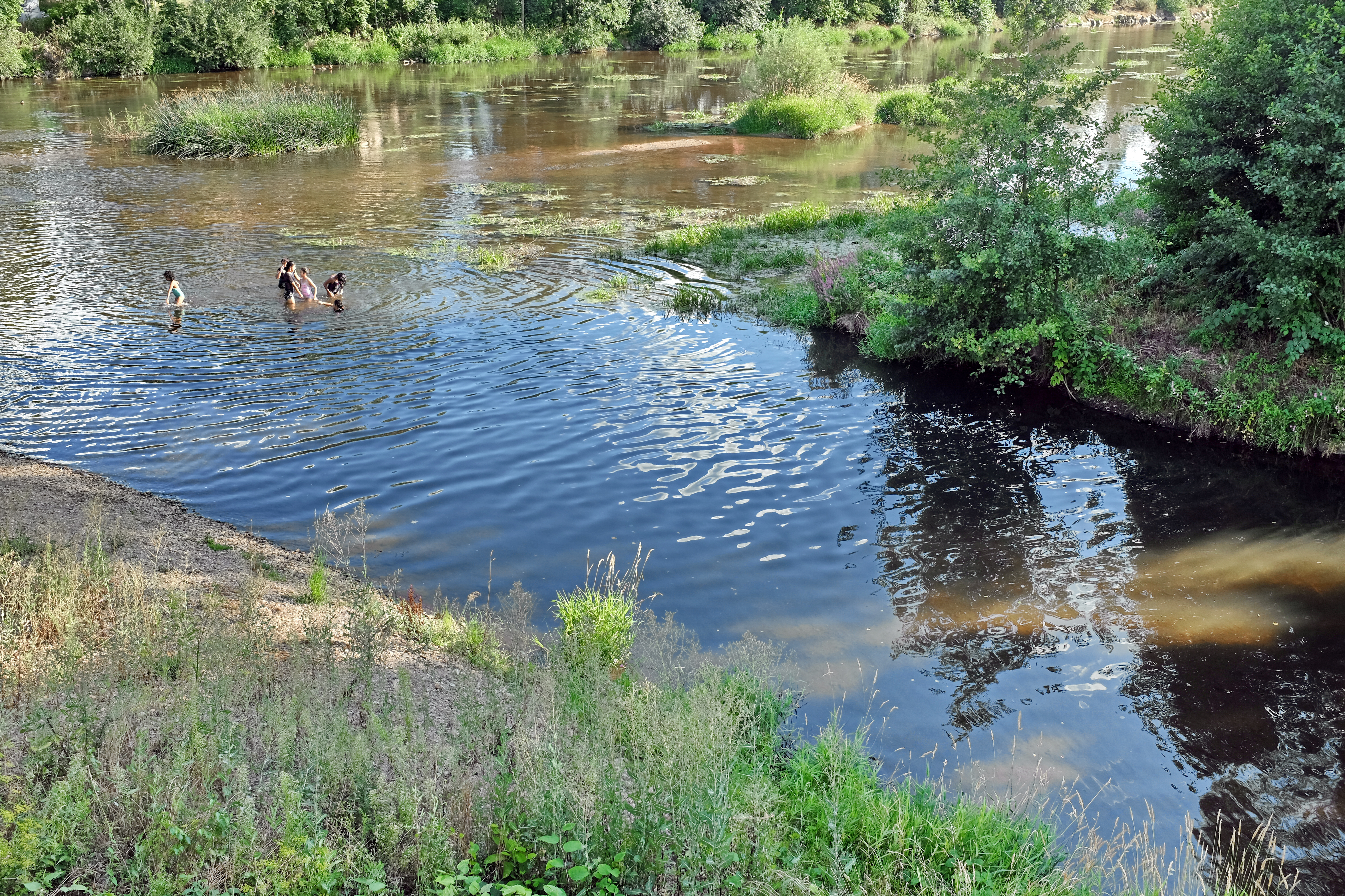
Na soutoku s Ohří